# 市川正二郎
市川 正二郎（いちかわ しょうじろう、1913年1月9日 - 2003年）は、日本の俳優、実業家である。本名牧野 正（まきの ただし）、旧芸名市川 小松（いちかわ こまつ）、木村 正二郎（きむら しょうじろう）。

## 人物・来歴
1913年（大正2年）1月9日、東京府東京市浅草区（現在の東京都台東区浅草）に生まれる、とされている。『日本映画俳優名鑑 昭和九年版』（映画世界社）では、生年は「大正元年三月一日」（1912年3月1日）、生地は長野県松本市、本名は「荒木 正（あらき ただし）」である旨が記されている。
1918年（大正7年）、数え年6歳のころに二代目市川松蔦に入門し、「市川 小松」の名で舞台に立つ。初舞台は明治座『重の井の別れ』である。その後、東京府立第七中学校（旧制中学校、現在の東京都立墨田川高等学校）にするも、中途退学する。1932年（昭和7年）2月1日、数え年20歳（満19歳）のときに、師匠の承諾を得て京都・太秦の新興キネマ（のちの新興キネマ京都撮影所、現在の東映京都撮影所）に入社して「木村 正二郎」と改名、同年6月30日の公開された、長谷川伸原作、松田定次監督による『伊太八縞』を「第1回主演作品」として映画界にデビュー、同作での相手役は山路ふみ子であった。翌1933年（昭和8年）8月3日公開の松田定次監督による主演作『半次月夜の唄』、あるいは同年8月9日公開の広瀬五郎監督による主演作『雪の肌蜻蛉組』をもって、「市川 正二郎」と改名する。同社と提携していた、嵐寛寿郎プロダクション作品にも出演し、嵐寛寿郎主演映画の脇役を務めた。1934年（昭和8年）6月14日公開、山上伊太郎監督の『兵学往来髭大名』を最後に、同社を退社する。同年に発行された『日本映画俳優名鑑 昭和九年版』によれば、京都府京都市右京区鳴滝中道町に住み、身長は5尺3寸（約160.6センチメートル）、体重は13貫500匁（約50.6キログラム）、趣味は麻雀、ピクニックで、中華料理が嗜好であるという。
同年夏、日活京都撮影所に移籍、同年9月23日公開、同撮影所が製作した辻吉郎監督の『槍供養』に主演する。当初は主演作もあったが、次第に片岡千恵蔵、阪東妻三郎等の剣戟スター主演作の脇役にまわるようになる。当時はすべてサイレント映画であったが、1935年（昭和10年）12月1日に公開された、日活・太秦発声映画共同製作、児井英男（のちの映画プロデューサー児井英生）・池田富保共同監督による黒川弥太郎主演作『敵討三都錦絵』に出演し、これが正二郎にとっての「トーキー初出演」となる。以降の出演作はすべて、トーキーとなった。1942年（昭和17年）1月27日、戦時統合によって大映が設立され、日活京都撮影所は大映京都撮影所となり、同年2月19日公開、丸根賛太郎監督の『江戸の龍虎』に出演したのを最後に、同社を退社する。
第二次世界大戦中は、召集を受けて軍隊に入ったり、除隊して舞台実演の巡業を行なったりを繰り返していたが、終戦後、1947年（昭和22年）に俳優生活からリタイアした。翌1948年（昭和23年）に結婚し、書店経営等を行なっていたが、埼玉県熊谷市の老舗「廣川」からのれん分けし、1967年（昭和42年）、京都府京都市右京区嵯峨に「うなぎ屋 廣川」を開業した。以降の正二郎の消息は不明とされていたが、2014年（平成26年）に発行された『日本映画美男俳優 戦前編』（ワイズ出版）によれば、後に同店を息子に譲り、2003年（平成15年）に死去したとされている。満89-90歳没。尚、同店は2017年（平成29年）7月現在も営業中である。子女は2男1女をもうけた。

## フィルモグラフィ
すべてクレジットは「出演」である。役名のわかるものは公開日の右側に記し、東京国立近代美術館フィルムセンター（NFC）所蔵等の上映用プリントの現存状況についても記す。

### 初期
役名等、詳細は不明であるが、初期に出演歴がみられるものを列挙した。
- 『金山貉』 : 監督吉野二郎、製作天活東京撮影所、配給天然色活動写真、1917年3月15日公開
- 『孤島の怪人』 : 監督江後岳翠、製作・配給帝国キネマ演芸、1927年9月24日公開 - 主演

### 新興キネマ
特筆以外すべて製作・配給ともに「新興キネマ」である。「木村正二郎」名でクレジットされたものには明記した。
- 『伊太八縞』 : 監督松田定次、「木村正二郎」名義、1932年6月30日公開 - 巾着切りの伊太八（第1回主演作品）
- 『益満休之助』 : 監督石田民三、「木村正二郎」名義、1932年9月22日公開 - 巾着切りの正吉
- 『明暗三世相 前篇』 : 監督松田定次、「木村正二郎」名義、1932年10月6日公開 - 久馬の弟久伍
- 『江戸侠艶録』 : 監督高見貞衛、「木村正二郎」名義、1932年11月10日公開 - 靱負の息子笹村光之丞（準主演）
- 『鏡山競艶録』 : 監督寿々喜多呂九平、「木村正二郎」名義、1933年1月14日公開 - 結城三四郎
- 『お富与三郎 恋の双六』 : 監督広瀬五郎、「木村正二郎」名義、1933年2月3日公開 - 伊豆屋与三郎（主演）
- 『恋慕吹雪』 : 監督石田民三、「木村正二郎」名義、1933年3月16日公開 - 順之助の弟順四郎（主演）
- 『八州侠客陣』 : 監督石田民三、「木村正二郎」名義、1933年4月27日公開 - 我孫子の流太郎（主演）
- 『出世二人侍』 : 監督村田正雄、「木村正二郎」名義、1933年6月15日公開 - 高山職人（主演）
- 『半次月夜の唄』 : 監督松田定次、1933年8月3日公開 - 巾着切りリャンコの半次（主演）
- 『雪の肌蜻蛉組』 : 監督広瀬五郎、1933年8月9日公開 - 弥吉の息子弥一（主演）
- 『左門恋日記』 : 監督広瀬五郎、1933年8月15日公開 - 画家鈴木春信（主演）
- 『秋祭深川音頭』 : 監督押本七之助、1933年9月7日公開 - 巾着切りの巳之助（主演）
- 『剣鬼三人旅』 : 監督並木鏡太郎、製作嵐寛寿郎プロダクション、配給新興キネマ、1933年10月14日公開 - 久内の弟新三郎
- 『ひらかな三国志』 : 監督村田正雄、1933年11月15日公開 - 菊之助
- 『鞍馬天狗 地獄の門』 : 監督吉田信三、製作嵐寛寿郎プロダクション、配給新興キネマ、1934年1月14日公開 - 志士白石与一
- 『伊達事変』 : 監督渡辺新太郎、1934年2月15日公開 - 熊代栄十郎
- 『おせん』 : 監督石田民三、「木村正二郎」名義、1934年5月31日公開 - 立女形四代目瀬川菊之丞
- 『兵学往来髭大名』 : 監督山上伊太郎、製作嵐寛寿郎プロダクション、配給新興キネマ、1934年6月14日公開 - 金石美濃守

### 日活京都撮影所
特筆以外すべて製作は「日活京都撮影所」、配給は「日活」である
- 『槍供養』 : 監督辻吉郎、1934年9月23日公開 - 千葉三郎兵衛（主演）
- 『天保忠臣蔵』 : 監督稲垣浩、製作片岡千恵蔵プロダクション、配給日活、1934年10月17日公開
- 『捕物五月雨格子』 : 監督久見田喬二、1934年10月25日公開 - 主演
- 『水戸黄門 密書の巻』 : 監督荒井良平、1935年1月15日公開 - 柳沢吉里
- 『武士道うらおもて』 : 監督八森重芳、1935年3月21日公開 - 馬子与三郎（主演）
- 『仇討大乗峠』 : 監督尾形十三男、1935年3月21日公開 - 岡山備前候
- 『水戸黄門 血刃の巻』 : 監督荒井良平、1935年4月3日公開 - 柳沢吉里、現存（NFC所蔵[8]）
- 『小鼓兄弟』 : 監督菅沼完二、1935年4月25日公開 - 弟次郎
- 『旅役者お七狂乱』 : 監督久見田喬二、1935年5月1日公開 - 宗二郎
- 『お洒落旗本』 : 監督辻吉郎、1935年6月8日公開 - 宅間弥七郎
- 『無宿旅合羽』 : 監督菅沼完二、1935年6月22日公開
- 『敵討三都錦絵』 : 監督児井英男（児井英生）・池田富保、製作日活・太秦発声映画、配給日活、1935年12月1日公開 - 浪野雪衛（トーキー初出演）
- 『馬追ひ人生 上州篇』 : 監督池田富保、製作太秦発声映画、配給日活、1936年5月14日公開 - 弟伝三郎
- 『弦月浮寝鳥』 : 監督辻吉郎、製作日活・太秦発声映画、配給日活、1936年7月8日公開
- 『栗山大膳』 : 監督池田富保、1936年11月12日公開 - 家光
- 『極楽花嫁塾』 : 監督尾形十三男、1936年11月26日公開 - 伜与三郎
- 『堀部安兵衛』 : 監督益田晴夫、製作太秦発声映画、配給日活、1936年12月17日公開
- 『丹下左膳 日光の巻』 : 監督渡辺邦男、1936年12月31日公開 - 将軍吉宗
- 『大岡政談呪文字』 : 監督益田晴夫、1937年3月11日公開
- 『丹下左膳 愛憎魔剣篇』 : 監督渡辺邦男、1937年4月1日公開 - 将軍吉宗
- 『丹下左膳 完結咆吼篇』 : 監督渡辺邦男、1937年4月30日公開 - 将軍吉宗
- 『恋山彦 風雲の巻』 : 監督マキノ正博、1937年7月14日公開 - 鶴之丞、現存（NFC所蔵[8]）
- 『恋山彦 怒濤の巻』 : 監督マキノ正博、1937年8月11日公開 - 鶴之丞、現存（NFC所蔵[8]）
- 『妖棋伝 前篇』 : 監督マキノ正博、1937年10月1日公開 - 家光の弟甲府宰相
- 『水戸黄門廻国記』 : 監督池田富保、1937年10月14日公開 - 久助
- 『国民皆兵令』 : 監督益田晴夫、1937年10月28日公開
- 『血煙高田の馬場』 : 監督マキノ正博・稲垣浩、1937年12月31日公開 - 若党 武助、現存（NFC所蔵[8]）
- 『自来也』 : 監督マキノ正博、1937年12月31日公開 - 更科輝隆
- 『お千代年ごろ』 : 監督菅沼完二、1937年公開
- 『大岡政談 京人形異変』 : 監督倉谷勇、1937年公開
- 『旅の風来坊』 : 監督尾崎純、1938年2月8日公開 - 市代の釜太郎
- 『忠臣蔵 地の巻』 : 監督池田富保、1938年3月31日公開 - 吉良左兵衛、現存（NFC所蔵[8]）
- 『忠臣蔵 天の巻』 : 監督マキノ正博、1938年3月31日公開 - 吉良左兵衛、現存（NFC所蔵[8]）
- 『次郎長一家』 : 監督松田定次、1938年5月21日公開 - 神戸の長吉
- 『出世太閤記』 : 監督稲垣浩、1938年6月17日公開 - 鮨崎茂助
- 『三味線やくざ』 : 監督衣笠十四三、1938年7月1日公開 - 相弟子弥五郎
- 『闇の影法師』 : 監督稲垣浩、1938年7月14日公開 - 土井下総守、現存（NFC所蔵[8]）
- 『続水戸黄門廻国記』 : 監督池田富保、1938年10月13日公開 - 絹屋五兵衛
- 『股旅の唄』 : 監督松田定次、1939年3月23日公開 - 東間藤五郎
- 『王政復古 担龍篇 双虎篇』 : 監督池田富保、1939年3月30日公開 - 藤堂平助
- 『清水港』 : 監督マキノ正博、1939年7月13日公開 - 小政
- 『無明有明 前篇』 : 監督松田定次、1939年10月19日公開 - 権藤久馬之丞
- 『無明有明 後篇』 : 監督松田定次、1939年12月1日公開 - 権藤久馬之丞
- 『義士外伝 忠僕直助』 : 監督国木田三郎、1939年12月7日公開
- 『天狗廻状 魔刃の巻』 : 監督田崎浩一、1939年12月29日公開 - 村尾真弓
- 『続天狗廻状 刃影の巻』 : 監督田崎浩一、1940年2月1日公開 - 村尾真弓
- 『宮本武蔵 第一部 草分の人々 第二部 栄達の門』 : 監督稲垣浩、1940年3月31日公開 - 北條新蔵
- 『宮本武蔵 剣心一路』 : 監督稲垣浩、1940年4月18日公開 - 北條新蔵
- 『歌ふ岩見重太郎』 : 監督紙恭平、1940年4月25日公開
- 『仇討交響楽』 : 監督丸根賛太郎、1940年5月11日公開 - 役者紋三郎
- 『大楠公』 : 監督池田富保、1940年6月16日公開 - 大仏遠江守貞冬
- 『鞍馬天狗捕はる』 : 監督丸根賛太郎、1940年6月30日公開 - 掏摸竹公
- 『折鶴秘帖』 : 監督紙恭平、1940年7月13日公開 - 菊地武之助
- 『めくら笛』 : 監督田崎浩一、1940年9月26日公開 - 徳次郎
- 『織田信長』 : 監督マキノ正博、1940年11月14日公開 - 織田信行、現存（NFC所蔵[8]）
- 『侠剣魔剣』 : 監督菅沼完二、1940年12月12日公開
- 『右門江戸姿』 : 監督田崎浩一、1940年12月30日公開 - 番頭幸助（お蘭の恋人）
- 『討入前夜』 : 監督丸根賛太郎、1941年1月14日公開 - 武林唯七
- 『右門捕物帖 幽霊水芸師』 : 監督菅沼完二、1941年8月14日公開 - 番頭庄太郎、現存（NFC所蔵[8]）
- 『決戦奇兵隊』 : 監督丸根賛太郎、応援監督田崎浩一、1941年12月30日公開 - 毛利敬親、現存（NFC所蔵[8]）
- 『柳生大乗剣』 : 監督池田富保、1942年1月14日公開 - 役僧龍山
- 『江戸の龍虎』 : 監督丸根賛太郎、1942年2月19日公開 - 津軽駿河守